# Джавера-дель-Монтелло
Джавера-дель-Монтелло (итал. Giavera del Montello) — коммуна в Италии, располагается в провинции Тревизо области Венеция.
Население составляет 4930 человек (на 2005 г.), плотность населения составляет 259 чел./км². Занимает площадь 19 км². Почтовый индекс — 31040. Телефонный код — 0422.
Покровителем коммуны почитается святой апостол Иаков Старший, празднование 25 июля.